# Sines Tecnopolo
O projecto Sines Tecnopolo denomina a Associação Centro de Incubação de Empresas de Base Tecnológica Vasco da Gama, um projecto associativo sem fins lucrativos, formado pela Câmara Municipal de Sines, o Instituto Politécnico de Beja, o Instituto Politécnico de Setúbal, a Universidade do Algarve e a Universidade de Évora
As suas actividades tiveram início no dia 1 de Agosto de 2007, com o arranque da construção de suas instalações próprias, localizadas na Zona Industrial Ligeira II de Sines, cidade costeira do Alentejo Litoral.
O Sines Tecnopolo tem por missão realizar trabalhos de investigação e desenvolvimento tecnológico em consórcio com empresas, prestar consultoria especializada para as pequenas e médias empresas e promover a criação de empresas de base tecnológica. Para este último, conta com uma “incubadora de empresas”, constituída por 24 espaços para actividades que se desenvolvam em ambiente de gabinete e 8 espaços destinados para actividades laboratoriais.
O projecto sinaliza estratégia particularmente em torno dos temas Economia do Mar & Energias, de modo a estimular a produção intelectual e a emergência de novas ideias em torno de actividades das quais se destacam, entre outras:
- Transporte Marítimo
- Reparação e Construção Naval
- Produção de Alimentos
- Produção de Energia
- Produção de Minérios
- Produção de Fármacos
- Agricultura de costa
- Pescas
- Turismo de Sol e Mar
- Turismo Náutico
- Desportos Náuticos e Subaquáticos
- Segurança e Defesa no Mar
- Aquacultura e Biotecnologia
- Poluição Marinha
- Biologia Marinha
- Recursos Vivos
- Logística
- Tecnologias Ambientais
- Tecnologias de Energia
- Biodisel
- Energia Eólica
- Energia Geotérmica
- Energia Solar
- Petróleo
- Gás Natural
- Biomassa
- Eficiência Energética
- Economia do Carbono